# Amy Schoeman
Amy Johanna Schoeman (geborene Amy Johanna Tromp; * 3. Juli 1941 in Woking, Surrey, Vereinigtes Königreich) ist eine namibische Juristin, Fotografin und Autorin britischer Abstammung.

## Leben
Schoeman ist die Tochter von Johannes Nieuwoudt und Johanna Catherina Tromp, geborene Conradie. 1946 wanderte sie mit ihrer Familie nach Südwestafrika (heute Namibia) aus, wo sie die St. George’s Diocesan School in Windhoek besuchte. Anschließend erfolgte ein Umzug nach Bloemfontein in Südafrika, wo sie die Christelike en Nasionale Meisieskool Oranje abschloss. Nach ihrer Schulzeit studierte sie zunächst Jura an der Universität Stellenbosch, wo sie den Bachelor of Commerce in Law erlangte. Im Juni 1965 heiratete sie Victor Cosburn, von dem sie sich 1976 scheiden ließ. Nach einigen Jahren Aufenthalt in Europa, begann sie jedoch eine achtjährige Tätigkeit als Fotografin und Journalistin des Department of Nature Conservation and Tourism SWA in Windhoek. Im März 1980 heiratete sie den im Dezember 1993 verstorbenen Naturschützer Johannes Louw Schoeman, den sie 1977 kennenlernte. Mit ihm hat sie zwei Söhne, vier Stiefsöhne und eine Stieftochter. Von 1982 bis 1985 war Schoeman Leiterin für Öffentlichkeitsarbeit der namibischen Naturschutzbehörde. Amy Schoeman ist seit 1985 als freischaffende Autorin und Fotografin aktiv. Sie hat an unterschiedlichen Buchprojekten mitgewirkt und zahlreiche Beiträge, insbesondere für das SWA Annual zwischen 1978 und 1986, verfasst. Von 1980 bis 1986 war sie als Kolumnistin bei der Zeitung Windhoek Advertiser tätig. Seit 2004 ist sie als freie Autorin, Fotografin und Redakteurin bei Venture Publications in Windhoek tätig.
Schoeman ist Mitglied der Professional Photographers of Southern Africa (PPSA) und des South African Institute of Photographers (SAIP). Bis in die 1990er Jahre hatte sie 25 Einzelausstellungen in Namibia und Südafrika. 1988 wirkte sie beim Cape Town Triennial mit, das zu den bedeutendsten Kunstausstellungen in Südafrika zählt. Zu ihren Büchern zählen Notes on Nature (1984), Skeleton Coast (1984, mit einer überarbeiteten Auflage 1996), Tones & Textures (1988), Notes on Nature II (1988) sowie Kolmanskop – past and present (2004, deutsch: Kolmanskuppe einst und jetzt, Übersetzung von Otto A Schmidt, Udo H. Weck und Ruth Schmidt).
Zuletzt hat Schoeman ihren Fokus auf das Verfassen von Kurzgeschichten, Frauenliteratur und Theaterstücken gelegt. Zwei ihrer Einakter wurden 2009 im Rahmen des Bank Windhoek Arts Festivals am Nationaltheater von Namibia uraufgeführt. Zu ihren bellestrischen Werken gehören die Kurzgeschichte Impressions of Independence – Six Namibian Stories, die im Rahmen des Ian St. James Awards auf der Shortlist stand und in der Zeitschrift ACCLAIM veröffentlicht wurde, sowie eine Anthologie mit Kurzgeschichten, Mirage & other stories. Im Jahr 2013 veröffentlichte sie ihren Debütroman This is not a Flowerpot.